# Cryptasterina hystera
Cryptasterina hystera is een zeester uit de familie Asterinidae.
De wetenschappelijke naam van de soort werd in 2003 gepubliceerd door Dartnall & Byrne.